# Romans w Orient Expressie 125
Romans w Orient Expressie 125 (org. Romance on the Orient Express) to brytyjski dramat telewizyjny zrealizowany w 1985 roku z udziałem znanej z serialu Aniołki Charliego - Cheryl Ladd.

## Treść
Amerykańska turystka Lily Parker (Cheryl Ladd) podróżuje do Europy w towarzystwie swojej przyjaciółki Susan Lawson. Wyruszają z Wenecji do Paryża słynnym Orient Expressem. Malownicze widoki nastrajają Lily do marzeń i wspomnień, gdy jadąc w pociągu ze Stacey poznała Sandy'ego i Alexa, z którymi wyjechała na południe Francji. Alex od pierwszego wejrzenia był zauroczony Lily. Wkrótce oboje rozstali się z przyjaciółmi i wyjechali do Paryża. Przeżyli żarliwy romans, ale pewnego dnia Alex zniknął. Nie przyszedł na spotkanie w ich ulubionej paryskiej kawiarence, choć ona długo czekała. Niebawem okazało się, że Lily jest w ciąży. Bardzo przeżyła rozstanie, jednak nie załamała się. Urodziła córkę i poświęciła się karierze pisarskiej.

## Obsada
- Cheryl Ladd – Lily Parker
- Stuart Wilson – Alex Woodward
- Renée Asherson – Beatrice
- Ralph Michael – Harry
- Ruby Wax – Susan Lawson
- Julian Sands – Sandy
- John Gielgud – Theodore Woodward
- Barry Stokes – Flavio
- Betsy Brantley – Stacey